# Jansenville
Jansenville est une petite ville d'Afrique du Sud, située dans la  province du Cap-Oriental et gérée par dans la municipalité locale de Dr Beyers Naudé, dans le district de Sarah Baartman (ex-Cacadu). Elle fut nommée d'après le général Jean Guillaume Janssens (1762-1838), le dernier gouverneur néerlandais de la colonie du Cap (1803-1806). 

## Localisation
Jansenville est situé dans les plaines de Camdeboo, au nord des montagnes de Zuurberg dans une région connue sous le nom de Noorsveld. La ville est à 87 km au sud de Graaff-Reinet. 

## Démographie
Selon le recensement de 2011, la population de Jansenville est de 1 134 habitants (44,18% de coloureds, 36,95% de blancs et 17,99% de noirs), majoritairement de langue maternelle afrikaans (86,89%) et isiXhosa (7,12%).
La zone rurale comprenant Jansenville et le township de KwaZamukucinga (4 478 habitants dont 98,95% de coloureds et de noirs) porte la population de la localité à 5 612 habitants (48,7% de coloureds, 42,9% de noirs et 7,8% de blancs).

## Historique
Le premier fermier blanc à s'installer dans le secteur fut Christiaan Ernst Schutte (1818) qui bâtit une ferme appelée Vergenoegd. A la demande de l'église réformée hollandaise, la paroisse de Jansenville fut créé sur les terres de cette ferme en 1854 et le village proclamé en 1855 avant de devenir une municipalité en 1881 tandis que la grande circonscription électorale environnante était aussi nommée Jansenville et représentée par deux députés au Parlement de la colonie du Cap.

## Administration
De 2000 à 2016, Jansenville est gérée par la municipalité locale de Ikwezi au côté des villages de Klipplaat et Waterford.
En 2016, celle-ci a fusionné avec deux autres municipalités dans celle de Dr Beyers Naudé.

## Industrie
La région de Jansenville est réputée pour ses élevages de chèvres Angora et pour sa production nationale de mohair.